# De Looi
De Looi is een buurtschap in de gemeente Gennep in de Nederlandse provincie Limburg, behorend bij het dorp Ottersum. Het bestaat uit circa 60 huizen. De naam is waarschijnlijk afgeleid van de looi die gewonnen werd uit de talrijke eiken aldaar. Deze looi werd gebruikt voor het maken van leer uit dierenhuiden. De oorsprong kan ook liggen in het Duitse loh dat bos betekent. De centrale weg is de Looiseweg die doorloopt in de Ervesestraat.
Van oorsprong is De Looi een gebied dat tot de stad Gennep behoorde. Door een historische vergissing is dit gebied bij de gemeente Ottersum gaan horen. Het heeft wel altijd bij de Gennepse parochie St. Martinus gehoord. Tot de bouw van de Oordsebrug, die geopend werd op zaterdag 19 juni 1954, bestond de vreemde situatie dat men via de stad Gennep moest reizen om het Ottersumse gemeentehuis te bereiken. Met de ingebruikname van de Oordsebrug werd ook de Siebengewaldseweg geopend, die leidde vanaf de Kleefseweg in Ottersum over de brug naar de Hommersumseweg in Heijen( toen Gemeente Bergen L). Het tracé van de toenmalige Looierheideweg werd door de nieuwe weg gevolgd. De naam Oordsebrug verwijst naar de buurtschap 't Oord, waar de brug naartoe leidde.
Heden ten dage zijn ook de Genneper Bergen bekend als de Looierheide. Van oorsprong lag de Looierheide slechts ten oosten van de Siebengewaldseweg. Door dit gebied liep het Duits Lijntje. In 1945 was hier de verbinding van een noodspoorlijn vanuit Nijmegen met het Lijntje, omdat de Maasbrug gedeeltelijk opgeblazen was. Aan de Looiseweg ligt sinds 1994 aan de westelijke kant een gelijknamige mini-camping, Looierheide.

## IJsheuvel
Tot de buurtschap De Looi hoort ook de IJsheuvel, die grenst aan de Duitse grens; de naam ontstond door het opkruiende ijs van de Niers op deze plek. Tot aan het begin van de 20e eeuw was IJsheuvel groter dan De Looi. Er lag een kleine herberg en tot aan het begin van de 20e eeuw maakte een watermolen gebruik van de stroming van de Kendel. Bij IJsheuvel stak ook het Duits Lijntje de Kendel over. Nog sterker dan De Looi was IJsheuvel georiënteerd op het hedendaagse Duitse Hommersum.
Stad: Gennep      Dorpen: Heijen · Milsbeek · Ottersum · Ven-Zelderheide

Buurtschappen en gehuchten: Aaldonk · Dam · De Looi · Diekendaal · Hekkens · Smele · Zelder

Limburg: Steden en dorpen      Nederland: Provincies · Gemeenten